# 上田正造

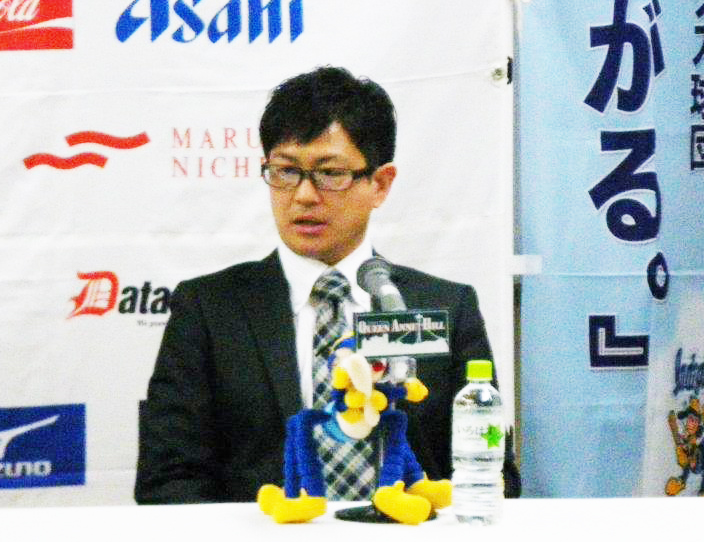
上田正造

上田 正造（うえだ しょうぞう、1975年2月5日 - ）は、山口県宇部市出身の元プロ野球ゼネラルマネージャー、事業家。
家庭内の事情から姓の変更をしたため、現在の名前は竹下 正造。

## 来歴
2008年に設立された野球チーム紀州レンジャーズ（2009年より関西独立リーグ (初代)に加入）の運営母体、株式会社紀州レンジャーズの取締役兼任ゼネラルマネージャー就任。
2009年2月20日、同じリーグの新球団である神戸9クルーズへ執行役員常務として移籍した。これは関西独立リーグから球団運営の経営手腕を評価されてのものだったが、同年6月、神戸を運営する株式会社神戸ベースボールクラブから解任される。
2011年4月、四国アイランドリーグplusに所属する徳島インディゴソックスの事業統括兼任ゼネラルマネージャーに就任。約2年ぶりのプロ野球界復帰となる。
竹下の在任中、徳島はチーム創設7年目にして初のリーグ優勝、あわせて年間総合優勝も遂げた。徳島は2012年3月27日、3月1日に決定されたNPB育成選手の独立リーグ派遣制度の適用を国内の独立リーグ球団で初めて実現し、広島東洋カープから選手2名を受け入れた。2012年度の球団収支は1030万円の赤字で、前年度（2890万円の赤字）から大幅に改善した。
2012年12月、徳島球団公式ホームページや自身のfacebookにて、退団を表明（球団は「勇退」としている）。その後、2013年は球団顧問に就任。同年シーズン終了とともに退任。
2021年1月、自身が経営する会社、DESIGNFACTORYPRINTING合同会社を母体に軟式実業団野球部、「DFP合同会社野球部」を設立。部長兼監督に就任し、2022年5月に開催された高松宮賜杯第66回全日本軟式野球大会1部大阪府予選に野球部創設1年3か月で初出場。また、オーナー兼代表職に専念するため、この大会での指揮を最後に監督を辞任。後任は徳島インディゴソックス時代をともにした、大阪桐蔭高校野球部出身の石田大樹。
2023年1月、同野球部石田監督の退任に伴いに監督に復帰。高松宮賜杯全日本軟式野球大会1部大阪府予選において同年より2年連続（第67回大会、第68回大会）準優勝を遂げている。